# Johnny Christensen
Johnny Carl Christensen (* 5. März 1930 in Frederiksberg; † 22. September 2018) war ein dänischer Altphilologe und Philosophiehistoriker.

## Leben
Johnny Christensen besuchte von 1948 an die Metropolitanskolen in Kopenhagen, danach ein Jahr lang die Krogerup Højskole in Humlebæk. Von 1951 bis 1953 studierte er an der University of California; dort lehrte er im letzten Jahr auch Philosophie. 1955 war er Magisterkandidat in Klassischer Philologie und Englisch an der Universität Kopenhagen, an der von 1956 an auch unterrichtete. 1960 wurde er Universitätsadjunkt, 1962 wurde er mit einer Dissertation zum Thema The Unity of Stoic Philosophy promoviert und war von 1962 bis 1996 Professor für Klassische Philologie. Von 1964 bis 1975 war er Mitglied der Leitung der Volkshochschule (Folkeuniversitetet) in Kopenhagen, von 1964 bis 1969 deren Vorsitzender. Von 1965 bis 1970 war er stellvertretender Vorsitzender der Philologisch-historischen Gesellschaft (Filologisk-historisk samfund). Von 1968 bis 1972 war er Mitglied des Konsistoriums, von 1971 bis 1972 Prorektor, von 1977 an Leiter des Instituts für Klassische Philologie. 1968 wurde er Mitglied der Vetenskapssocieteten in Lund und 1979 von Det Kongelige Danske Videnskabernes Selskab.
Christensen stand in der von Johan Nicolai Madvig begründeten dänischen Tradition der Klassischen Philologie. Er lehrte und forschte auf zahlreichen Gebieten des Klassischen Altertums, ist aber besonders durch seine Monographie zur Einheit des stoischen Lehrgebäudes hervorgetreten, die vor kurzem neu aufgelegt wurde.
Zu seinen Schülern zählen Sten Ebbesen und Troels Engberg-Pedersen.

## Schriften (Auswahl)
- Aristoteles. Munksgaards Forlag, Kopenhagen 1961; zweite Auflage: Hans Reitzel Forlag, Kopenhagen 1997.
- An Essay on the Unity of Stoic Philosophy. Munksgaards Forlag, 1962; Nachdruck Museum Tusculanum Press, Kopenhagen 2012. – Rez. von Phillip De Lacy, in: Gnomon 35, 1963, 308–310; D. W. Hamlyn, in: Classical Review 13, 1963, 231;  A. A. Long, Hellenistic Philosophy. Zweite Auflage, 1986, 254; Andrew Shortridge, in: Bryn Mawr Classical Review 2014.02.34
- Equality of Man and Stoic Social Thought. In: I. Kajanto (Hrsg.), Equality and Inequality of Man in Ancient Thought. Papers Read at the Colloquium in Connection with the Assemblée Générale of the Fédération Internationale des Études Classiques Held in Helsinki in August 1982. Helsinki 1984.